# 徐君倩
徐君倩（?—?），字懷簡，東海郯（今山東臨沂）人。
生卒年不詳。徐羡之孫，徐緄之子。幼時聰明好學。曾擔任湘东王镇西谘议参军，颇好声色，有侍妾数十人，“有时载妓肆志游行，荆楚山川，靡不毕践。”生性窮極奢靡，與襄陽魚弘以豪侈並稱，於是府中歌謠曰：“北路魚，南路徐。”卒於官。有詩《共內人夜坐守歲》，是有名的除夕詩。